# Аша Ролле
Аша Ролле (англ. Ahsha Rolle; нар. 21 березня 1985) — колишня американська тенісистка.
Найвищу одиночну позицію світового рейтингу — 82 місце досягла 10 вересня, 2007, парну — 111 місце — 17 жовтня, 2011 року.
Здобула 3 одиночні та 10 парних титулів.
Найвищим досягненням на турнірах Великого шолома було 3 коло в одиночному розряді.
Завершила кар'єру 2013 року.

## Фінали ITF
| турніри $100,000 |
| турніри $75,000  |
| турніри $50,000  |
| турніри $25,000  |
| турніри $10,000  |

### Одиночний розряд: 6 (3–3)
| Результат | Ранг | Дата            | Турнір              | Покриття | Суперниця         | Рахунок       |
| --------- | ---- | --------------- | ------------------- | -------- | ----------------- | ------------- |
| Перемога  | 1.   | 30 січня 2005   | ITF Клірвотер, США  | Тверде   | Анда Перяну       | 6–4, 6–3      |
| Поразка   | 1.   | 17 квітня 2005  | ITF Джексон, США    | Ґрунт    | Варвара Лепченко  | 3–6, 2–6      |
| Перемога  | 2.   | 9 жовтня 2005   | ITF Трой, США       | Тверде   | Марія Кондратьєва | 6–1, 7–5      |
| Перемога  | 3.   | 24 вересня 2006 | ITF Альбукерке, США | Тверде   | Крістіна Бранді   | 6–2, 6–4      |
| Поразка   | 2.   | 8 жовтня 2006   | ITF Трой, США       | Тверде   | Мілагрос Секера   | 5–7, 0–6      |
| Поразка   | 3.   | 19 серпня 2007  | ITF Бронкс, США     | Тверде   | Кейсі Деллаква    | 5–7, 0–2 ret. |

### Парний розряд: 20 (10–10)
| Результат | Ранг | Дата             | Турнір               | Покриття | Партнерка            | Суперниці                            | Рахунок             |
| --------- | ---- | ---------------- | -------------------- | -------- | -------------------- | ------------------------------------ | ------------------- |
| Перемога  | 1.   | 5 липня 2003     | ITF Вако, США        | Тверде   | Аланна Бродерік      | Кім Ніґґемаєр Сінтія Торторелла      | 7–6(5), 6–2         |
| Поразка   | 1.   | 22 травня 2004   | ITF Ель-Пасо, США    | Тверде   | Тія Ролл             | Енн Мелл Бо Джонс                    | 1–6, 5–7            |
| Поразка   | 2.   | 29 травня 2004   | ITF Х'юстон, США     | Тверде   | Анджела Гейнс        | Бруна Колозіу Енн Мелл               | 6–7(5), 4–6         |
| Поразка   | 3.   | 16 квітня 2005   | ITF Джексон, США     | Ґрунт    | Мілагрос Секера      | Анастасія Родіонова Крістен Шлукебір | 1–6, 6–3, 2–6       |
| Поразка   | 4.   | 23 липня 2005    | ITF Гаммонд, США     | Тверде   | Крістіна Фусано      | Мері Гембейл Келлі Гіндмен           | 6–2, 3–6, 5–7       |
| Поразка   | 5.   | 1 жовтня 2005    | ITF Ешленд, США      | Тверде   | Марія Фернанда Алвеш | Терін Ешлі Емі Фрейзер               | 1–6, 4–6            |
| Перемога  | 2.   | 25 березня 2006  | ITF Реддінг, США     | Тверде   | Василіса Бардіна     | Олена Балтача Євгенія Савранська     | 5–7, 7–5, 6–4       |
| Перемога  | 3.   | 6 квітня 2008    | ITF Пелам, США       | Ґрунт    | Міхаела Паштікова    | Lee Ye-ra Тедзука Ремі               | 7–5, 6–2            |
| Поразка   | 6.   | 16 серпня 2008   | ITF Бронкс, США      | Тверде   | Анджела Гейнс        | Ракел Атаво Абігейл Спірс            | 4–6, 3–6            |
| Поразка   | 7.   | 22 лютого 2009   | ITF Серпрайз, США    | Тверде   | Яніна Вікмаєр        | Хорхеліна Краверо Катерина Лопес     | 1–6, 1–6            |
| Перемога  | 4.   | 4 липня 2009     | ITF Бостон, США      | Тверде   | Марія Фернанда Алвеш | Меллорі Сесіл Меган Мултон-Леві      | 6–1, 4–6, [10–6]    |
| Перемога  | 5.   | 8 серпня 2009    | ITF Ванкувер, Канада | Тверде   | Різа Заламеда        | Медісон Бренгл Лілія Остерло         | 6–4, 6–3            |
| Поразка   | 8.   | 1 травня 2010    | ITF Шарлотсвілл, США | Ґрунт    | Александра Мюллер    | Джулія Дітті Карлі Галліксон         | 4–6, 3–6            |
| Поразка   | 9.   | 15 травня 2010   | ITF Ролі, США        | Ґрунт    | Александра Мюллер    | Крісті Ан Ніколь Гіббс               | 3–6, 2–6            |
| Перемога  | 6.   | 12 червня 2010   | ITF Ель-Пасо, США    | Тверде   | Анджела Гейнс        | Ліндсей Лі-Вотерс Ешлі Вейнголд      | 6–3, 6–7(5), [10–7] |
| Перемога  | 7.   | 6 листопада 2010 | ITF Грейпвайн, США   | Тверде   | Машона Вашінгтон     | Джулія Дітті Шанелль Схеперс         | 5–7, 6–2, [11–9]    |
| Перемога  | 8.   | 16 січня 2011    | ITF Плантейшен, США  | Ґрунт    | Машона Вашінгтон     | Крістіна Фусано Ясмін Шнак           | 6–4, 6–2            |
| Перемога  | 9.   | 23 січня 2011    | ITF Лутц, США        | Ґрунт    | Машона Вашінгтон     | Габріела Дабровскі Шерон Фічмен      | 6–4, 6–4            |
| Перемога  | 10.  | 13 серпня 2011   | ITF Бронкс, США      | Тверде   | Меган Мултон-Леві    | Хань Сіньюнь Лу Цзінцзін             | 6–3, 7–6(5)         |
| Поразка   | 10.  | 22 січня 2012    | ITF Плантейшен, США  | Ґрунт    | Джессіка Пегула      | Каталіна Кастаньйо Лаура Торп        | 4–6, 2–6            |